# Born Again (álbum de Black Sabbath)
Born Again é o décimo primeiro álbum de estúdio da banda de heavy metal, Black Sabbath, lançado em 1983.

## Mudança de formação
Após a polêmica sobre o mixagem do ao vivo Live Evil e a saída de Ronnie James Dio, e Vinny Appice da banda, Tony Iommi e Geezer Butler viram-se novamente sem vocalista e baterista. O escolhido para substituir Dio foi Ian Gillan, do Deep Purple, um dos maiores vocalistas da época, embora David Coverdale, do Whitesnake, fosse a primeira opção. Gillan tinha acabado de sair de sua banda solo, para uma reunião do Deep Purple (que viria a acontecer só alguns anos depois) e estava livre para qualquer oferta. Bill Ward voltou e assumiu novamente a bateria.

## Recepção
| Críticas profissionais | Críticas profissionais |
| Avaliações da crítica  | Avaliações da crítica  |
| Fonte                  | Avaliação              |
| ---------------------- | ---------------------- |
| allmusic               | [ 2 ]                  |

O álbum foi lançado dia 7 de Agosto, com receios de que alguns fãs mais conservadores se recusassem a escutar o álbum, mas a critica e os números surpreenderam. O álbum ficou em 4 lugar nas paradas inglesas no primeiro mês após o lançamento. Canções como "Zero The Hero" e "Trashed" se tornaram clássicos e ganharam videoclipes. Born Again foi o único trabalho de Ian Gillan com o Black Sabbath, que deixou a banda em 1984 para gravar o álbum Perfect Strangers com o MK2 do Deep Purple.
Anos depois, os músicos do Black Sabbath não parecem gostar do álbum, em parte por causa da produção. Descobriu-se só após a mixagem final que um dos alto-falantes do amplificador da guitarra de Tony Iommi queimou durante as gravações e assim permaneceu, conferindo uma sonoridade única ao disco.
A Metal Hammer incluiu a capa do álbum em sua lista de "50 capas de álbuns de rock e metal mais hilariamente feias de todos os tempos".

## Turnê
Para a turnê, Bill Ward, novamente por motivos de saúde, não pôde excursionar com a banda, e foi substituído por Bev Bevan, da banda ELO, na bateria. Foram gravados um extenso número de bootlegs dos shows da turnê de promoção do álbum, e Iommi até chegou a pensar no lançamento de um novo ao vivo, porém Gillan rejeitou a ideia, pois não gostou das capas feitas para o ao vivo. Na maioria dos shows a banda tocava "Smoke on the Water", do Deep Purple. Durante a turnê, ao receber um convite para se reunir com a MK2 do Deep Purple, Gillan deixou a banda, e Bevan saiu com ele. Novamente só restaram como Black Sabbath Iommi e Geezer. Geezer, muito desapontado, também deixou a banda (até 1992 quando gravaria o álbum Dehumanizer junto com Dio e Appice). A banda ainda se juntou em sua formação original para o Live Aid, mas se desfez novamente, pois Ozzy preferiu continuar seu trabalho solo.

## Faixas
Todas as canções compostas por Iommi/Gillan/Butler/Ward, exceto "Hot Line" e "Keep It Warm" por Iommi/Gillan/Butler.
| N.º | Título                  | Duração |  |
| 1.  | "Trashed"               | 4:16    |  |
| 2.  | "Stonehenge"            | 1:57    |  |
| 3.  | "Disturbing the Priest" | 5:49    |  |
| 4.  | "The Dark"              | 0:46    |  |
| 5.  | "Zero the Hero"         | 7:33    |  |
| 6.  | "Digital Bitch"         | 3:40    |  |
| 7.  | "Born Again"            | 6:34    |  |
| 8.  | "Hot Line"              | 4:53    |  |
| 9.  | "Keep It Warm"          | 5:35    |  |

## Créditos
- Ian Gillan - Vocais
- Tony Iommi - Guitarra, flauta
- Geezer Butler - Baixo
- Bill Ward - Bateria
- Geoff Nicholls - Teclados
- Produzido por Robin Black e Black Sabbath
- Arranjos por Robin Black e Steve Chase
- Coordenação do álbum Baul Glarck
- Masterizado por Hans Brethouwer no Umvex Tapes
- Gravado no "Manor Studio", Shipton on Cherwell, Oxfordshire, Inglaterra
- Equipamentos e Técnico de Guitarra Beter Resten
- Design da Capa e Arte do álbum Steve Joule
- Assistente de Arte Steve Barret
- Empresariado por Don e David Arden
- Remasterizado por Ray Staff no Whitfield Street Studios
- Fotografia adicional por Ross Halfin e Chris Walter

## Catálogos
- LP Warner Bros 23978-1 (USA 1983)
- LP Vertigo 814 271-1 (UK 1983)
- MC Vertigo 814 271-4 (1983)
- CD Vertigo 814 271-2 (UK 1983)
- CD Vertigo 814 271-2 (Germany July 1987)
- CD Essential/Castle ESMCD334 (UK - Apr 1996) - Remastered
- CD Sanctuary SMRCD075 (UK 2004)

## Desempenho nas paradas
| Ano  | Posições | Posições | Posições | Posições | Posições | Posições | Posições | Certificações |
| Ano  | UK       | NOR      | SWE      | US       | GER      | NZL      | AUS      | Certificações |
| ---- | -------- | -------- | -------- | -------- | -------- | -------- | -------- | ------------- |
| 1983 | 4        | 14       | 7        | 39       | 37       | 44       | 53       | —             |